# تیمیریازوا (آدیغیه)
تیمیریازوا (به لاتین: Timiryazeva) یک منطقهٔ مسکونی در روسیه است که در آدیغیه واقع شده‌است.